# 漳龙铁路
漳龙铁路，全长374公里，起自中国福建省漳平市漳平站，止于广东省龙川县龙川站，全部为单线未电气化线路，分由南昌铁路局和广州铁路集团管辖。线路由原漳龙坎铁路、梅坎铁路和广梅汕铁路龙川至梅州段相连而成。

## 線路描述
漳龍鐵路由以下路段組成：
- 漳龍坎鐵路 (漳平—龍巖—坎市)，長98公里，其由兩部份組成：
  - 原漳龍鐵路 (漳平—龍巖)，長68公里，於1958至1961年建造，本來是鷹廈鐵路的支線，以處理來自福建西南部的煤運。此段與本條目的主題（漳平至龍川鐵路）同名，故稱「原漳龍鐵路」，以免混淆。
  - 龍坎鐵路 (龍巖—坎市)，長36公里，於1970至1972年建造，作為原漳龍鐵路的延伸，終於永定區坎市鎮。
- 梅坎鐵路 (梅州—坎市)，長147公里，連接廣東梅州市梅县区及坎市鎮，於1999年建成，2000年9月通車[1]。此段為首條跨越廣東福建兩省的鐵路。
- 廣梅汕鐵路的龍川至梅州段，長147公里，1995年建成。

## 鐵路連接
- 漳平站：鷹廈鐵路、漳泉蕭鐵路
- 龍巖站：龍廈鐵路、贛龍鐵路
- 龍川站：廣梅汕鐵路